# Year of the Wolf
Year of the Wolf è il settimo album in studio del rapper The Game, pubblicato il 14 ottobre 2014 dalla Blood Money Entertainment e da eOne Music.

## Tracce
1. Bigger Than Me
2. F.U.N.
3. Really
4. Fuck Yo Feelings
5. On One
6. Married to the Game
7. The Purge
8. Trouble on My Mind
9. Cellphone
10. Best Head Ever
11. Or Nah
12. Take That
13. Food for My Stomach
14. Hit 'Em Hard
15. Black on Black

Tracce bonus nell'edizione deluxe
1. Mad Flows
2. Bloody Moon
3. I Just Wanna Be
4. Be Nobody Else